# Protogaster rhizophilus
Protogaster rhizophilus — вид грибів, що належить до монотипового роду Protogaster.